# 豪尔毛伊
豪尔毛伊，是匈牙利包尔绍德-奥包乌伊-曾普伦州所辖的一个村。总面积12.63平方公里，总人口1896，人口密度150.1人/平方公里（2011年1月1日）。